# Mr Sarto gör razzia
Mr Sarto gör razzia (engelska: Brother Orchid) är en amerikansk långfilm från 1940 i regi av Lloyd Bacon, med Edward G. Robinson, Ann Sothern, Humphrey Bogart och Donald Crisp i rollerna. Manuset skrevs av Earl Baldwin, baserat på en novell av Richard Connell.

## Handling
Maffiabossen Little John Sarto (Edward G. Robinson) åker på resa till Europa för att bli kultiverad. Under tiden tar hans högra hand Jack Buck (Humphrey Bogart) kontroll över organisationen. Men när Sarto återvänder från sina resor upptäcker han att Jack kastat ur honom och själv tagit total kontroll. De enda som är Sarto trogen är hans flickvän Flo Addams (Ann Sothern) och hans vän Willie (Allen Jenkins). Han skapar nu ett nytt gäng för att få Jack ur bilden.
Flo vill dock att de båda fienderna ska sluta fred. Buck ser nu sin chans och lägger en fälla för Sarto. Under bakhållet lyckas dock Sarto fly och anländer sårad till ett kloster där han får en fristad. Till en början tar han sin vistelse i klostret som ett skämt men han börjar snart ta det hela på allvar. Sarto verkar nöjd med det liv han nu fått.
Det Sarto inte räknat med är att se en tidningsannons om att Flo och Jack ska gifta sig. Under en resa in till stan stöter han även på Flo som övertygar honom att hon inte hade något med bakhållet att göra; allt var Jacks fel. Sarto gör nu allt för att sätta dit sin fiende.

## Rollista

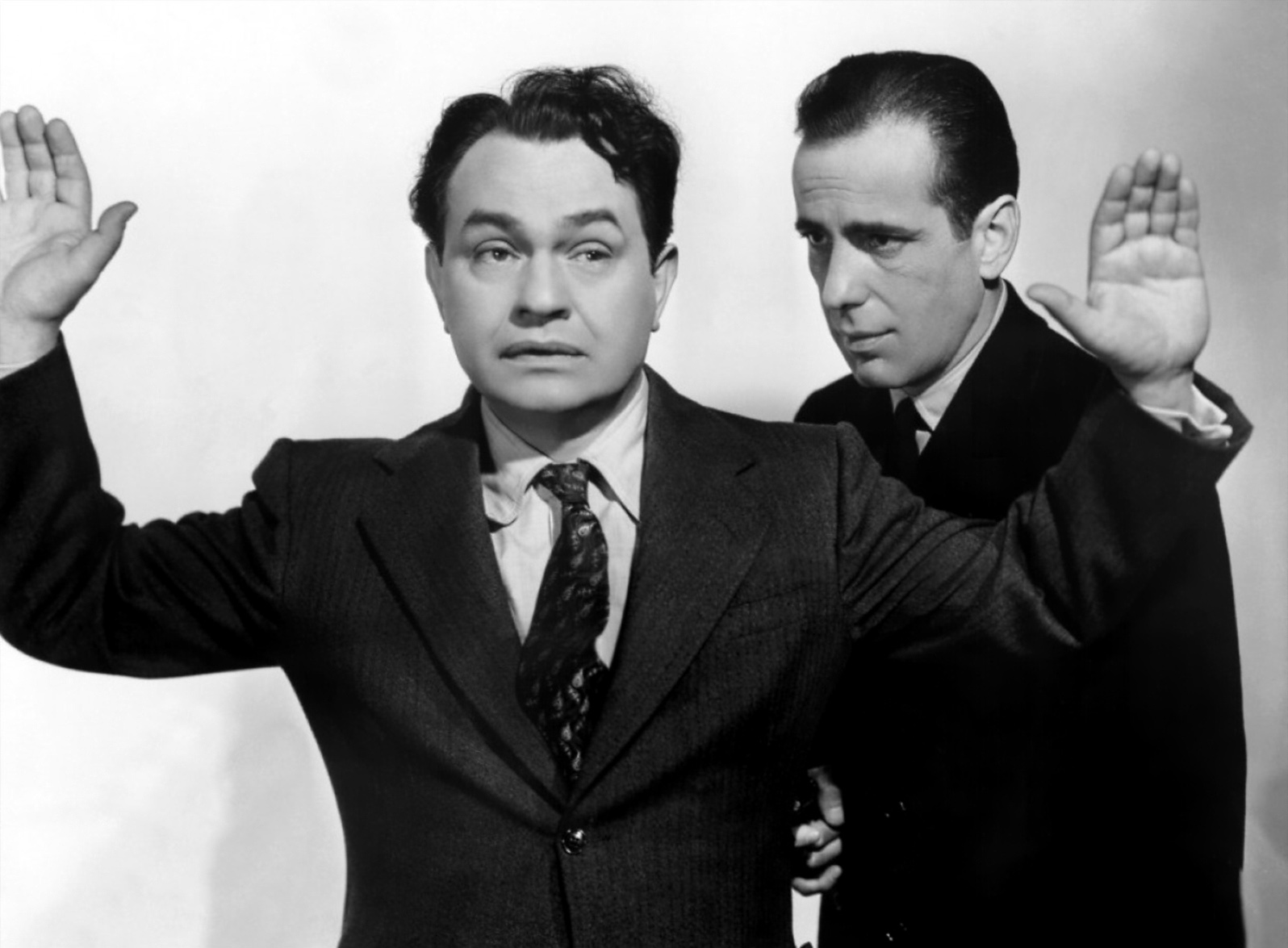
Publicitetsbild från filmen med Edward G. Robinson och Humphrey Bogart

| Edward G. Robinson | – Little John Sarto   |
| Ann Sothern        | – Flo Addams          |
| Humphrey Bogart    | – Jack Buck           |
| Donald Crisp       | – Brother Superior    |
| Ralph Bellamy      | – Clarence Fletcher   |
| Allen Jenkins      | – Willie The Knife    |
| Charles D. Brown   | – Brother Wren        |
| Cecil Kellaway     | – Brother Goodwin     |
| Morgan Conway      | – Philadelphia Powell |
| Richard Lane       | – Mugsy O'Day         |
| Paul Guilfoyle     | – Red Martin          |
| John Ridgely       | – Texas Pearson       |
| Joseph Crehan      | – Brother MacEwen     |
| Wilfred Lucas      | – Brother MacDonald   |
| Tom Tyler          | – Curley Matthews     |